# Obermodern-Zutzendorf
Obermodern-Zutzendorf è un comune francese di 1 767 abitanti situato nel dipartimento del Basso Reno nella regione del Grand Est, nato il 30 dicembre 1973 dalla fusione dei comuni di Obermodern e Zutzendorf.

## Storia

### Simboli
Obermodern-Zutzendorf presenta affiancati gli stemmi dei comuni che lo hanno formato nel 1973.

Stemma di Obermodern
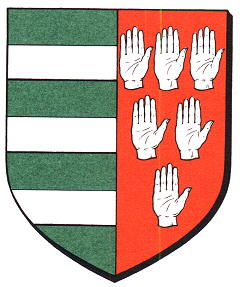
Stemma di Zutzendorf

Lo stemma di Obermodern si blasona: d'argento a quattro maglietti di nero, ordinati 2 e 2.
Lo stemma di Zutzendorf, adottato nel 1961, si presenta: partito: nel 1º di verde a tre fasce d'argento; nel 2º di rosso a sei mani appalmate d'argento ordinate 3, 2 e 1.
Le prime insegne del villaggio di Zutzendorf risalgono al regno di Luigi XIV di Francia. Il governatore reale avrebbe imposto al comune uno stemma recante su campo azzurro un san Bartolomeo d'argento tenente nella mano destra un coltello dello stesso colore, con il manico d'oro, e sul braccio sinistro la pelle di un uomo scorticato di rosso. Nel 1961, con il pretesto che gli abitanti di Zutzendorf erano principalmente protestanti e che non erano stati consultati per sapere se avessero voluto essere rappresentati dall'immagine di un Santo, la Commissione Dipartimentale di Araldica propose un nuovo emblema che rievocava la vera storia del comune riunendo nelle due partizioni le armi delle famiglie nobili de Fleckenstein e de Wasigenstein.

## Società

### Evoluzione demografica
Abitanti censiti